# Tomlinsonus dimitrii
Tomlinsonus dimitrii — викопний вид членистоногих вимерлого класу Marrellomorpha, що існував у пізньому ордовику (450 млн років тому). Описаний у 2022 році.

## Назва
Розкопки, під час який виявлено рештки тварини, проходили в кар'єрі, що належить канадській інфраструктурній компанії Tomlinson Group. На взнак подяки за допомогу у дослідженнях, автори таксону назвали рід Tomlinsonus на честь цієї компанії.

## Рештки
Скам'янілий відбиток тварини знайдено у відкладеннях формації Кіркфілд у громаді Бречайн  в провінції Онтаріо в Канаді.

## Опис
На відміну від більшості членистоногих, цей вид позбавлений будь-яких мінералізованих частин тіла і був повністю м'якотілим. Тіло сягало 6 см завдовжки. Сегментоване тіло нагадує тіло інших членистоногих і містить кілька наборів сегментованих кінцівок Вирізняється своїми ошатними вигнутими головними шипами та парою гіпертрофованих відростків, що свідчить про повільний придонний спосіб життя. Також в нього були видовжені ходулеподібні кінцівки та відсутні очі.